# Rugby Bologna 2001-2002

## Super 10 2001-02

### Stagione regolare
| Incontro                    | Andata | Ritorno |
| --------------------------- | ------ | ------- |
| Amat. & Calvisano — Bologna | 49-5   | 33-19   |
| Bologna — Parma             | 21-35  | 12-27   |
| Benetton — Bologna          | 45-15  | 30-16   |
| Bologna — L’Aquila          | 16-23  | 23-28   |
| GRAN Parma — Bologna        | 23-19  | 43-25   |
| Bologna — Rovigo            | 18-21  | 23-24   |
| Viadana — Bologna           | 62-13  | 38-10   |
| Rugby Roma — Bologna        | 13-22  | 19-17   |
| Bologna — Petrarca          | 22-60  | 44-52   |

#### Risultati della stagione regolare
| Posizione | G  | V | N | P  | PF  | PS  | DP   | B | Pt |
| --------- | -- | - | - | -- | --- | --- | ---- | - | -- |
| 10ª       | 18 | 1 | 0 | 17 | 340 | 625 | -285 | 7 | 11 |

## European Challenge Cup 2001-02

### Prima fase
| Incontro                          | Andata | Ritorno |
| --------------------------------- | ------ | ------- |
| Dinamo Bucarest — Bologna         | 49-17  | 10-33   |
| Bordeaux-Bègles-Gironde — Bologna | 89-11  | 62-19   |
| Saracens — Bologna                | 113-3  | 75-10   |

#### Risultati della prima fase
| Posizione | G | V | N | P | PF | PS  | DP   | Pt |
| --------- | - | - | - | - | -- | --- | ---- | -- |
| 4ª        | 6 | 1 | 0 | 5 | 93 | 398 | -305 | 2  |

## Verdetti
- Bologna retrocesso in serie A.